# Polyspatha hirsuta
Polyspatha hirsuta là một loài thực vật có hoa trong họ Commelinaceae. Loài này được Mildbr. miêu tả khoa học đầu tiên năm 1925.